# عقل سلیم (رساله)
عقل سلیم یا حس مشترک (به انگلیسی: Common Sense) رساله‌ای است که توسط توماس پین نوشته شده‌است. ابتدا این رساله در ۱۰ ژانویهٔ ۱۷۷۶ و به هنگام انقلاب آمریکا بی‌نام منتشر شد. عقل سلیم که با «نوشته شده توسط یک مرد انگلیسی» امضا شده بود، در اندک مدتی به موفقیت دست یافت. نسبت به جمعیت آن روزهای مستعمره‌ها، عقل سلیم پرفروش‌ترین و درگردش‌ترین کتاب در سرتاسر تاریخ آمریکاست. عقل سلیم زمانی به تبیین علل بایستگی رهاییِ آمریکاییان مستعمره‌نشین از سلطهٔ بریتانیا می‌پرداخت که هنوز مناقشه‌ها بر سر خود استقلال ادامه داشت و موضع مشخصی اتخاذ نگردیده بود. پین رساله‌اش را به شیوه‌ای نوشت و به گونه‌ای استدلال کرد که برای عامهٔ مردم قابل فهم باشد؛ بدین منظور برخلاف نویسندگان عصر روشنگری که از فلسفه و مراجع لاتین بهره می‌بردند، عقل سلیم را مشابه یک موعظه و با اتکا بر کتب مقدس ساختاربندی کرد تا برای عموم مردم قابل فهم باشد و نه فقط برای روشنفکران. گوردون اس. وود، تاریخ‌نگار آمریکایی، عقل سلیم را «آتش‌افروزترین و مشهورترین رسالهٔ تمام دوران انقلاب» توصیف کرد.
این رساله‌ی ۴۷ صفحه‌ای در دهم ژانویه ۱۷۷۶ به‌بهای دو شلینگ به بازار آمد و در مدت سه ماه ۱۲۰ هزار نسخه‌اش به‌فروش رسید. پین به میل خود پولی بابت حق‌التألیف نگرفت. در تاریخ ادبیات جهان، از لحاظ تأثیر آنی اثرْ نوشته‌ای نظیر عقل سلیم و قابل قیاس با آن نمی‌توان یافت. عقل سلیم برای ایالات مستعمره به‌مثابه‌ی آوای پرطنین شیپور پیکار بود و استان‌های مستعمره را می‌خواند تا به‌خاطر استقلال خویش بی‌تزلزل و بی‌امان به نبرد برخیزند.
پین در بخشی از این رساله می‌نویسد: «دولت، حتی در بهترین حالت خود، چیزی جز یک مصیبت ضروری نیست، و در بدترین حالت خویش مصیبت تحمل‌ناپذیری است [...] تمدن هراندازه کامل‌تر باشد، به دولت کمتر نیاز دارد.»